# Brachychalcinus
Brachychalcinus ist eine Gattung von Süßwasserfischen aus der Salmlerfamilie Acestrorhamphidae, die im Amazonasbecken, im Rio Guaporé und Río Mamoré und in den drei Guayanas vorkommt.

## Merkmale
Brachychalcinus-Arten erreichen eine Standardlänge von 6,9 bis 9 Zentimeter und haben, von der Seite gesehen, einen rundlichen Körper. Charakteristisch für die Gattung ist der erste Flossenstrahl der Afterflosse, der in einen nach vorn gerichteten Stachel umgewandelt wurde. Der erste Flossenstrahl der Rückenflosse ist als dreieckiger, scharfer Stachel von variabler Länge ausgebildet. Die Rundschuppen der Gattung sind relativ groß und glatt. Auf der Schwanzflosse sind nur die Basis oder das erste Drittel der Schwanzflossenstrahlen beschuppt. Die Fische sind silbrig gefärbt mit einem schmalen Längsstreifen oberhalb der Rumpfmitte und manchmal auch mit einem breiteren aber diffuseren Streifen darunter. Die Schuppen oberhalb des Längsstreifen sind meist dunkler als die darunter. Mit Ausnahme der Brustflosse zeigen alle Flossen dunkle Pünktchen auf den Flossenmembranen. Die ersten Strahlen der Bauchflossen sind dunkler als die übrigen Strahlen.
- Schuppenformel: SL 33-38.

## Lebensweise
Brachychalcinus-Arten sind omnivor und ernähren sich von Insekten, Würmern, kleinen Krebstieren und Pflanzenteilen.

## Systematik
Die Gattung Brachychalcinus wurde 1892 durch den britischen Zoologen George Albert Boulenger mit der Erstbeschreibung von Brachychalcinus retrospina eingeführt. Sie gehört zur Salmlerfamilie Acestrorhamphidae und ist in der Unterfamilie Stethaprioninae die Schwestergruppe einer von den Gattungen Orthospinus, Poptella und Stethaprion gebildeten Klade.

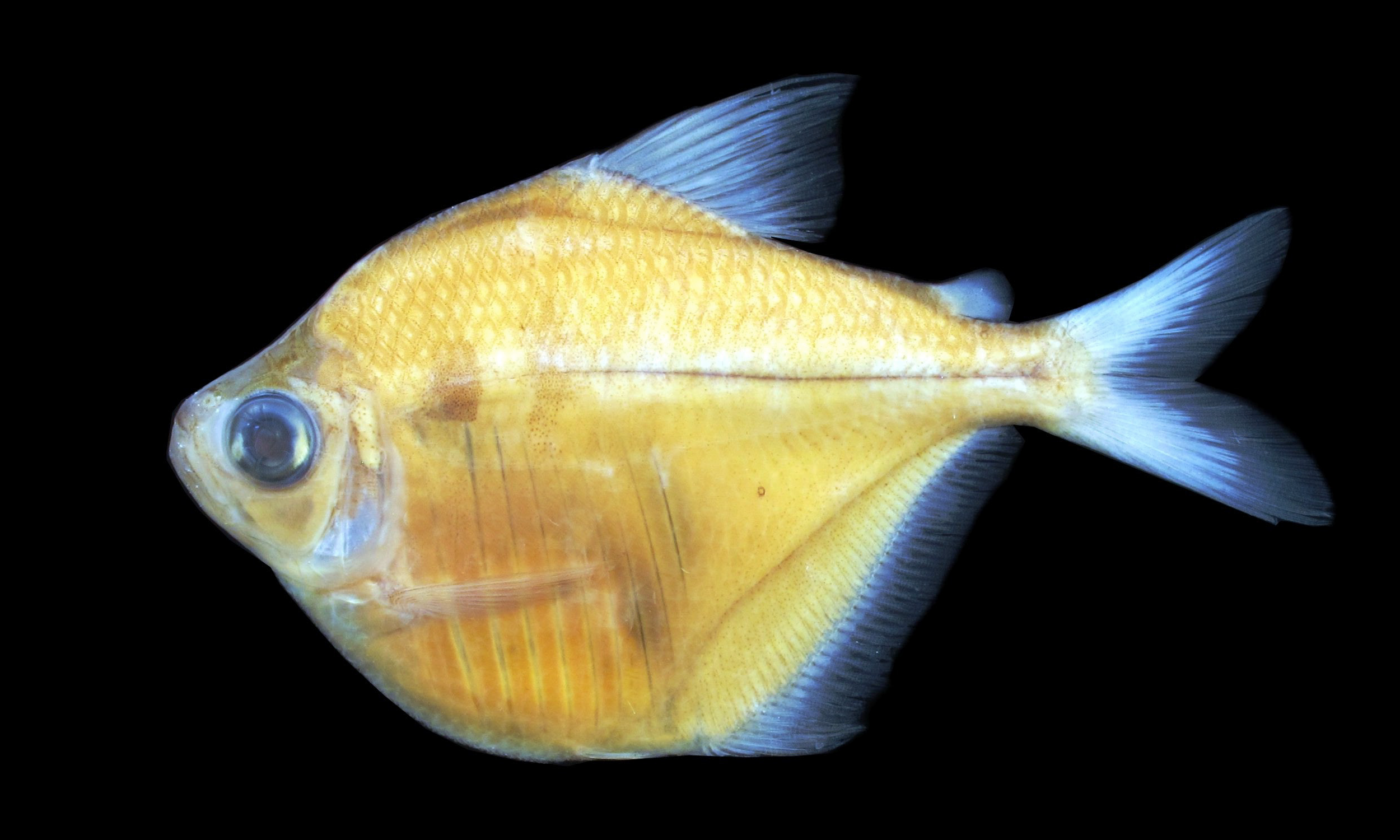
Brachychalcinus copei, Feuchtpräparat

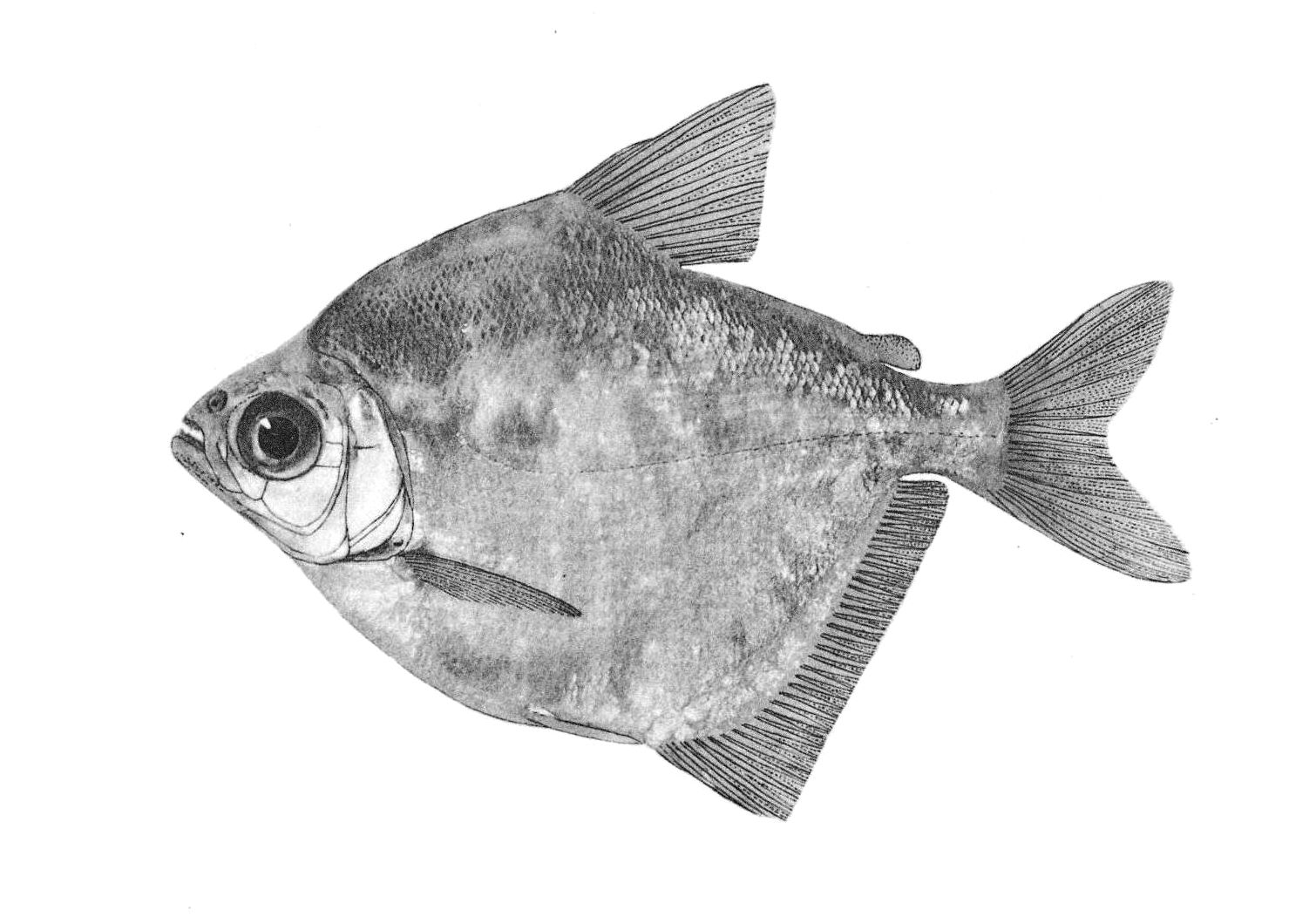
Brachychalcinus orbicularis

## Arten
Es gibt sechs Brachychalcinus-Arten:
- Brachychalcinus copei (Steindachner, 1882)
- Brachychalcinus nummus Böhlke, 1958
- Brachychalcinus orbicularis (Valenciennes, 1850)
- Brachychalcinus parnaibae Reis, 1989
- Brachychalcinus reisi	Garcia-Ayala, Ohara, Pastana & Benine, 2017
- Brachychalcinus retrospina Boulenger, 1892